# قحطی (فیلم)
«قحطی» (انگلیسی: The Famine (film)) یک فیلم است که در سال ۱۹۱۵ منتشر شد.